# China Open 2008
Il China Open 2008 è stato un torneo di tennis giocato sul cemento. 
È stata la 10ª edizione del torneo maschile, che fa parte della categoria International Series 
nell'ambito dell'ATP Tour 2008, e la 12ª di quello femminile facente parte della categoria Tier II nell'ambito del WTA Tour 2008. 
Il torneo si è giocato al Beijing Tennis Center di Pechino, in Cina, dal 22 al 28 settembre 2008.

## Campioni

### Singolare maschile
Andy Roddick ha battuto in finale  Dudi Sela con il punteggio di 6–4, 6(6)–7, 6–3

### Singolare femminile
Jelena Janković ha battuto in finale  Svetlana Kuznecova con il punteggio di 6–3, 6–2

### Doppio maschile
Stephen Huss /  Ross Hutchins  hanno battuto in finale  Ashley Fisher /  Bobby Reynolds con il punteggio di 7–5 , 6–4

### Doppio femminile
Anabel Medina Garrigues /  Caroline Wozniacki hanno battuto in finale  Han Xinyun /  Yi-fan Xu con il punteggio di 6–1, 6–3